# 馬里亞諾·薩巴萊塔
馬里亞諾·薩巴萊塔（1978年2月28日—），阿根廷職業網球運動員，他在1996年轉為職業。他有一個特別而有幫助的發球和戰鬥精神。他最擅長的是他的正拍和他最擅長的場地為紅土。
截至目前最高單打排名為世界第21（2000年4月3日），大滿貫最佳成績在2001美國網球公開賽打進八強。

## ATP大師賽

### 亞軍 (1)
| 年度 | 賽事 | 場地 | 決賽對手 | 對手國籍 | 勝方比分                |
| 1999 | 漢堡 | 紅土 | 里歐斯   | 智利     | 7–6, 5–7, 7–5, 6–7, 2–6 |

## ATP巡迴賽冠軍 (3)
- 1998 (1) - 波哥大
- 2003 (1) - Båstad
- 2004 (1) - Båstad

## ATP巡迴賽亞軍 (5)
- 1999 (3) - 漢堡、聖帕爾滕、阿姆斯特丹
- 2003 (1) - 阿卡普爾科
- 2007 (1) - 休士頓

## 外部連結
- 馬里亞諾·薩巴萊塔（英文/西班牙文）的官方資料
- 馬里亞諾·薩巴萊塔的國際網球總會 職業／青少年 官方資料（英文）
- 馬里亞諾·薩巴萊塔的官方資料（英文）